# John M. Murphy

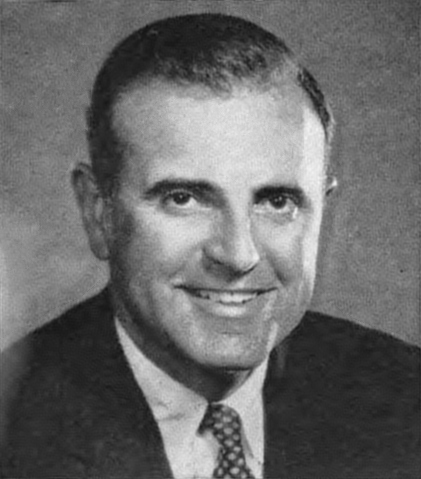
John M. Murphy (1975)

John Michael Murphy (* 3. August 1926 in Staten Island, New York; † 25. Mai 2015 ebenda) war ein US-amerikanischer Offizier und Politiker. Zwischen 1963 und 1981 vertrat er den Bundesstaat New York im US-Repräsentantenhaus.

## Werdegang
John Michael Murphy besuchte öffentliche Schulen in New York City, die La Salle Military Academy in Oakdale, das College in Amherst (Massachusetts) und die United States Military Academy in West Point. Während des Zweiten Weltkrieges verpflichtete er sich im August 1944 als Private in der Armee. Er wurde im September 1944 zum Korporal befördert und erhielt im Mai 1945 ein Offizierspatent zum Second Lieutenant.
Im Juli 1946 wurde er nach West Point berufen, wo er im Juni 1950 graduierte. Er nahm am Koreakrieg teil, wo er als Zugführer (platoon leader), Kompaniekommandant und Nachrichtenoffizier (intelligence officer) im 9. Infanterieregiments diente. Er wurde im Oktober 1950 zum First Lieutenant befördert und im Oktober 1953 zum Captain.
Im Juli 1956 schied er aus der Armee aus. Ihm wurde das Distinguished Service Cross und der Bronze Star mit V und Eichenlaub verliehen.
Zwischen 1956 und 1962 arbeitete er als Geschäftsführer und Vertragsspediteur in Staten Island. Er war Präsident der Cleveland General Transport Co., Inc.

## Politische Laufbahn
Als Delegierter nahm er in den Jahren 1964, 1968 und 1976 an den Democratic National Conventions teil, sowie 1967 an der verfassunggebende Versammlung von New York. Bei den Kongresswahlen des Jahres 1962 für den 88. Kongress wurde Murphy im 16. Wahlbezirk von New York in das US-Repräsentantenhaus gewählt, wo er am 4. Januar 1963 die Nachfolge von Adam Clayton Powell junior antrat. Er wurde viermal in Folge wiedergewählt. Im Jahr 1972 wurde er im 17. Wahlbezirk von New York in das US-Repräsentantenhaus gewählt, wo er am 4. Januar 1973 die Nachfolge von Ed Koch antrat, und das Mandat dreimal in Folge behaupten konnte. 1980 erlitt er bei einer erneuten Kandidatur eine Niederlage und schied nach dem 3. Januar 1981 aus dem Kongress aus. Als Kongressabgeordneter hatte er den Vorsitz über das Select Committee on the Outer Continental Shelf (Ad Hoc) (94. bis 96. Kongress) und das Committee on Merchant Marine and Fisheries (95. und 96. Kongress).
Nach seiner Kongresszeit war er als Investor und Entwickler von Biotechnologie- und Hochtechnologieunternehmen tätig. Er lebte in Staten Island.